# Scenes One Through Thirteen
Scenes One Through Thirteen è un album studio della band indie rock Hot Hot Heat.

## Tracce
1. Keep My Name Out of Your Mouth – 2:46
2. Word to Water – 2:04
3. Haircut Economics – 2:46
4. The Case That They Gave Me – 3:27
5. Paco Pena – 2:24
6. Circus Maximus – 3:07
7. I Blew a Fuse in My Personality – 2:59
8. Tokyo Vogue – 2:52
9. Fashion Fight Pause – 2:57
10. Spelling Live Backwards – 2:31
11. Matador at the Door – 2:47
12. Tourist in Your Own Town – 2:59
13. You're Ruining It for Everyone – 4:23

## Formazione
- Steve Bays - voce e tastiere
- Paul Hawley - batteria
- Dustin Hawthorne - basso
- Luke Paquin - chitarra